# Goera seccio
Goera seccio là một loài trong họ Goeridae. Chúng phân bố ở miền Ấn Độ - Mã Lai.